# シャトゲ (カナダ)
シャトゲ（Châteauguay）は、カナダのケベック州の モンテレジー地域にある都市。モントリオール大都市圏に属し、人口は2021年時点で5万815人で、周辺を含めた都市的地域人口は7万5891人に達しこの地域の拠点都市となっている。英語読みでシャトーゲイと呼ばれることもある。創設は1885年、今の市は1975年に周辺自治体の合併により誕生した。

## 地理
セントローレンス川に連なるセントルイス湖（サンルイ湖）に面しており、支流のシャトーゲイ川が注いでいる。北部にはセントローレンス川の中州となるサンベルナール島がある。

### 人口動態
| 母語話者（シャトゲ）2016 | 母語話者（シャトゲ）2016 | 母語話者（シャトゲ）2016 | 母語話者（シャトゲ）2016 | 母語話者（シャトゲ）2016 |
| ------------------------ | ------------------------ | ------------------------ | ------------------------ | ------------------------ |
|                          |                          |                          |                          |                          |
| フランス語               | フランス語               |                          | 57.59%                   | 57.59%                   |
| 英語                     | 英語                     |                          | 25.62%                   | 25.62%                   |
| その他                   | その他                   |                          | 13.35%                   | 13.35%                   |

2021年センサスによる人口は50,815人である。2016年の統計による住民の母語の割合はフランス語が57.59%と大半を占めるが、英語も25.62%と多く、モントリオール島外では英語圏の先住民居留区のカナワクに隣接していることもあって歴史的にも英語の割合が特に高い自治体となっている。その他の言語は13.35%となっており多言語的である。

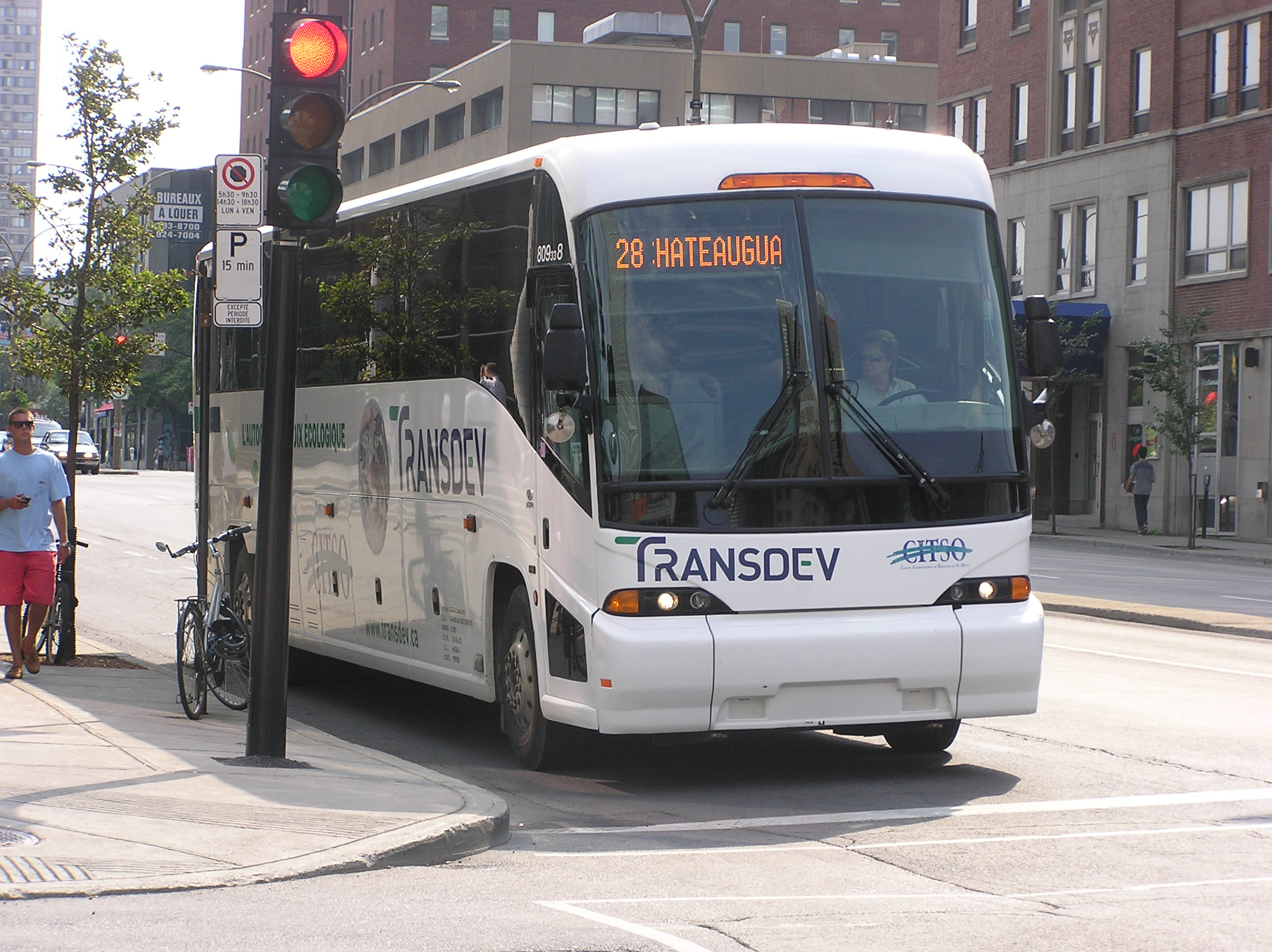
Exoバス

## 交通
モントリオール地下鉄グリーンラインのアングリニョン駅までExoバスが運行されている。

## 姉妹都市
- シャトゲ
- カンブレー
- ムースジョー